# Чемпионат Уругвая по футболу 1956
Примера А Уругвая по футболу 1956 года — очередной сезон лиги. Турнир проводился по двухкруговой системе в 18 туров. Все клубы из Монтевидео. Клуб, занявший последнее место, выбыл из лиги.

## Таблица
| №  | Клуб                 | И  | В  | Н | П  | Заб | Проп | Очки |
| 1  | Насьональ            | 18 | 15 | 2 | 1  | 54  | 19   | 32   |
| 2  | Пеньяроль            | 18 | 13 | 3 | 2  | 50  | 17   | 29   |
| 3  | Серро                | 18 | 10 | 4 | 4  | 42  | 30   | 24   |
| 4  | Дефенсор             | 18 | 6  | 6 | 6  | 34  | 33   | 18   |
| 5  | Монтевидео Уондерерс | 18 | 3  | 9 | 6  | 16  | 23   | 15   |
| 6  | Ливерпуль            | 18 | 6  | 3 | 9  | 31  | 40   | 15   |
| 7  | Рампла Хуниорс       | 18 | 3  | 8 | 7  | 27  | 34   | 14   |
| 8  | Данубио              | 18 | 6  | 2 | 10 | 18  | 31   | 14   |
| 9  | Расинг               | 18 | 5  | 3 | 10 | 25  | 45   | 13   |
| 10 | Суд Америка          | 18 | 1  | 4 | 13 | 18  | 43   | 6    |

## Матчи

### Тур 1
| Насьональ — Серро 3:0          |
| Пеньяроль — Расинг 7:1         |
| Рампла Хуниорс — Уондерерс 0:0 |
| Дефенсор — Данубио 2:0         |
| Ливерпуль — Суд Америка 2:1    |

### Тур 2
| Пеньяроль — Рампла Хуниорс 2:1 |
| Насьональ — Уондерерс 3:1      |
| Серро — Суд Америка 2:1        |
| Дефенсор — Ливерпуль 3:1       |
| Данубио — Расинг 4:1           |

### Тур 3
| Насьональ — Данубио 3:0          |
| Пеньяроль — Дефенсор 2:2         |
| Уондерерс — Ливерпуль 1:0        |
| Расинг — Серро 2:0               |
| Рампла Хуниорс — Суд Америка 2:0 |

### Тур 4
| Пеньяроль — Суд Америка 3:0   |
| Расинг — Уондерерс 3:2        |
| Дефенсор — Рампла Хуниорс 3:3 |
| Серро — Данубио 1:0           |
| Насьональ — Ливерпуль 4:3     |

### Тур 5
| Насьональ — Дефенсор 3:2    |
| Пеньяроль — Данубио 4:0     |
| Серро — Рампла Хуниорс 2:0  |
| Ливерпуль — Расинг 2:2      |
| Уондерерс — Суд Америка 2:2 |

### Тур 6
| Пеньяроль — Ливерпуль 5:1    |
| Насьональ — Суд Америка 5:1  |
| Рампла Хуниорс — Данубио 4:1 |
| Дефенсор — Расинг 2:1        |
| Уондерерс — Серро 2:2        |

### Тур 7
| Серро — Пеньяроль 2:1          |
| Суд Америка — Дефенсор 2:1     |
| Уондерерс — Данубио 0:0        |
| Ливерпуль — Рампла Хуниорс 4:1 |
| Насьональ — Расинг 2:1         |

### Тур 8
| Серро — Ливерпуль 4:1       |
| Рампла Хуниорс — Расинг 2:2 |
| Уондерерс — Дефенсор 1:1    |
| Пеньяроль — Насьональ 3:1   |
| Данубио — Суд Америка 3:1   |

### Тур 9
| Пеньяроль — Уондерерс 4:0      |
| Насьональ — Рампла Хуниорс 3:1 |
| Дефенсор — Серро 2:2           |
| Ливерпуль — Данубио 4:2        |
| Расинг — Суд Америка 2:1       |

### Тур 10
| Насьональ — Серро 3:2          |
| Пеньяроль — Расинг 4:1         |
| Рампла Хуниорс — Уондерерс 0:0 |
| Дефенсор — Данубио 2:1         |
| Ливерпуль — Суд Америка 3:2    |

### Тур 11
| Пеньяроль — Рампла Хуниорс 2:1 |
| Насьональ — Уондерерс 2:0      |
| Серро — Суд Америка 3:3        |
| Ливерпуль — Дефенсор 2:1       |
| Данубио — Расинг 1:0           |

### Тур 12
| Насьональ — Данубио 3:0          |
| Пеньяроль — Дефенсор 4:2         |
| Ливерпуль — Уондерерс 2:1        |
| Серро — Расинг 5:1               |
| Рампла Хуниорс — Суд Америка 1:1 |

### Тур 13
| Пеньяроль — Суд Америка 1:1   |
| Расинг — Уондерерс 0:0        |
| Дефенсор — Рампла Хуниорс 2:2 |
| Данубио — Серро 1:0           |
| Насьональ — Ливерпуль 2:0     |

### Тур 14
| Насьональ — Дефенсор 4:1    |
| Пеньяроль — Данубио 2:0     |
| Серро — Рампла Хуниорс 5:2  |
| Расинг — Ливерпуль 2:1      |
| Уондерерс — Суд Америка 1:0 |

### Тур 15
| Пеньяроль — Ливерпуль 5:1    |
| Насьональ — Суд Америка 5:0  |
| Данубио — Рампла Хуниорс 3:1 |
| Дефенсор — Расинг 2:0        |
| Уондерерс — Серро 2:2        |

### Тур 16
| Серро — Пеньяроль 2:1          |
| Дефенсор — Суд Америка 2:0     |
| Уондерерс — Данубио 2:0        |
| Ливерпуль — Рампла Хуниорс 1:1 |
| Насьональ — Расинг 5:1         |

### Тур 17
| Серро — Ливерпуль 4:2       |
| Рампла Хуниорс — Расинг 3:1 |
| Уондерерс — Дефенсор 1:1    |
| Пеньяроль — Насьональ 1:1   |
| Данубио — Суд Америка 1:0   |

### Тур 18
| Пеньяроль — Уондерерс 1:0      |
| Насьональ — Рампла Хуниорс 2:2 |
| Серро — Дефенсор 4:3           |
| Ливерпуль — Данубио 1:1        |
| Расинг — Суд Америка 4:2       |